# 赤木稔明
赤木 稔明（あかぎ としあき、1953年または1954年 - ）は、日本の地方公務員。広島県東京事務所長、広島県議会事務局長、広島県下水道公社代表を歴任。瑞宝小綬章受章。

## 人物・経歴
広島県庁入庁、交通対策室長、秘書室長、公営企業部次長、東京事務所長。同職時の2008年 (平成20年) 8月 日本国政府が容認方針を固めた米印原子力協定の発効をめぐり、広島県被団協や広島平和文化センターなど県内の７団体が日本が反対するよう要求。協定の発効に反対する、福田康夫首相あて要請書を外務省に提出。2010年4月 議会事務局長、2014年3月 同職を辞職。県庁退職後、公益財団法人広島県下水道公社代表。

## 栄典
- 令和6年秋の叙勲で瑞宝小綬章を受章[1]